# 薩文格
萨文格（英語：Savoonga），是美国阿拉斯加州的一座城市，位於聖勞倫斯島上。该市的人口在2000年为643人，2010年有671人。人口在阿拉斯加州排行第43。